# Exorista antennalis
Exorista antennalis là một loài ruồi trong họ Tachinidae.